# Un plaisant

Un plaisant est un poème en prose de Charles Baudelaire, le quatrième du recueil Spleen de Paris (1869).
Comme plusieurs autres poèmes en prose de ce recueil, Un plaisant fait partie, selon Marie-Ève Thérenty, des œuvres qui s'apparentent à une chronique de presse par leur format bref et en prose, le récit à la première personne et le contenu anecdotique. Sans nier l'aspect poétique de la pièce, elle y relève un style proche de celui employé par les « échotiers »,.
Patrick Labarthe considère ce poème plutôt comme une fable.